# 東禅寺勝正
東禅寺 勝正（とうぜんじ かつまさ）は、戦国時代から安土桃山時代にかけての武将。大宝寺氏の家臣。東禅寺義長の弟。

## 略歴
天正11年（1583年）、兄・義長と共に主君・大宝寺義氏を暗殺した。その後、尾浦城を兄から任されたが、天正16年（1588年）に本庄繁長率いる上杉軍と戦い（十五里ヶ原の戦い）、兄・義長討死の報を受けるや繁長の本陣に単身で奇襲をかけ、繁長に切りかかり壮絶な討死を遂げた。
享年43といわれる。
このときの佩刀、本庄正宗は本庄繁長から豊臣秀吉、島津義弘などの手を経て徳川家康に渡り、徳川家の代替わりの際に譲られる「御代々御譲」の筆頭に記載された。しかし、戦後進駐軍によって持ち去られて以降行方不明となっている。

## 登場作品
- 藤沢周平「残照十五里ヶ原」
- 「出羽のお伽噺　十五里ヶ原合戦」　発行所：堀青山堂　発行：明治45年5月5日　著作者：成澤直太郎　絶版